# 柳葉蘚
柳葉蘚（学名：Amblystegium serpens）为柳葉蘚科柳葉蘚屬下的一个种。